# Квартет імені Бетховена
Держа́вний стру́нний кварте́т і́мені Бетхо́вена — один з найстаріших і найавторитетніших камерних ансамблів в СРСР.
Був заснований в 1923 році випускниками Московської консерваторії скрипалями Д. Цигановим і В. Ширинським, альтистом В. Борисовським і віолончелістом С. Ширинським.
Квартет існував понад 60 років, виконав понад 600 творів, записав у студіях звукозапису понад 200 творів світової й російської класики. Особливо міцним і тривалим було співробітництво Квартету імені Бетховена з Д. Шостаковичем, яке тривало від 1938 року до смерті композитора: Квартет був першим виконавцем більшості квартетів Шостаковича, серед яких третій і п'ятий присвячені колективу в цілому, а квартети з одинадцятого до чотирнадцятого — окремим учасникам Квартету персонально.
Від 1977 року та аж до припинення існування квартету в 1987 році першою скрипкою у квартеті був видатний український скрипаль Олег Криса.